# Aksjomat zastępowania
Aksjomat zastępowania – jeden z aksjomatów teorii mnogości Zermela-Fraenkla.
Aksjomat zastępowania jest w rzeczywistości schematem aksjomatów, ponieważ występuje w nim dowolny predykat P spełniający poniższe założenia.
Niech P(x,y) będzie dwuargumentowym predykatem niezawierającym A ani B. Aksjomat zastępowania stwierdza
{\displaystyle (\forall \ x\ \exists !\ y:P(x,y))\rightarrow (\forall \ A\ \exists \ B\ \forall y:y\in B\iff \exists x:x\in A\land P(x,y))}
tzn. jeśli P jest taki, że dla każdego zbioru x istnieje dokładnie jeden zbiór y taki, że P(x, y), wtedy dla dowolnego zbioru A istnieje taki zbiór B, że y należy do B wtedy i tylko wtedy, gdy w A istnieje taki element x, że P(x, y).
Poprzednik powyższej implikacji to wymóg, aby predykat P był predykatem funkcyjnym, czyli by każdemu x-owi podanemu jako wartość pierwszego argumentu odpowiadał dokładnie jeden y, który podany jako drugi argument czyni wyrażenie P(x, y) prawdziwym. Na predykat P można wtedy spojrzeć jak na inny zapis predykatu funkcyjnego F zdefiniowanego następująco:
{\displaystyle \forall x\forall y:F(x)=y\iff P(x,y)}
to znaczy dla każdego x i każdego y wartością F na x jest y wtedy i tylko wtedy, gdy x i y są takie, że P(x, y).
Aksjomat zastępowania daje się więc zapisać następująco:
{\displaystyle \forall A\exists B\forall y:y\in B\iff \exists x:x\in A\land y=F(x)}
to znaczy dla każdego zbioru A istnieje taki zbiór B, że dla każdego y, y należy do B wtedy i tylko wtedy, gdy w A istnieje taki x, że F elementowi x przypisuje y.
Intuicyjnie: aksjomat ten stwierdza, że dla danego predykatu funkcyjnego F i zbioru A istnieje zbiór będący obrazem F na A (często nazywany F[A]).
Aksjomat zastępowania został dodany przez Fraenkla do pierwotnego zbioru aksjomatów stworzonego przez Zermela. Tak rozbudowany układ określa się mianem teorii mnogości Zermela-Fraenkla.
Słabszą wersją aksjomatu zastępowania jest aksjomat wycinania.